# Thibaut Pinot
Thibaut Pinot (født 29. maj 1990 i Mélisey, Haute-Saône) er en fransk forhenværende cykelrytter, der kørte for Groupama-FDJ i alle sine år som professionel.  Han endte på en tredieplads i den generelle klassifikation i Tour de France 2014 og vandt konkurrencen om den hvide ungdomstrøje. Efter sin sidste deltagelse i Il Lombardia 2023 trak Thibaut Pinot sig officielt tilbage fra professionel cykling. 

## Resultater

### Grand Tour resultater i den generelle klassifikation
| Grand Tour | 2012 | 2013 | 2014 | 2015 | 2016 |
| ---------- | ---- | ---- | ---- | ---- | ---- |
| Giro       | –    | –    | –    | –    | –    |
| Tour       | 10   | WD   | 3    | 16   | WD   |
| Vuelta     | –    | 7    | WD   | –    |      |

WD = Gennemførte ikke; IP = I gang

### Andre store etapekunkurrencer
| Konkurrence           | 2010 | 2011 | 2012 | 2013 | 2014 | 2015 | 2016 |
| --------------------- | ---- | ---- | ---- | ---- | ---- | ---- | ---- |
| Paris-Nice            | —    | —    | —    | —    | —    | —    | —    |
| Tirreno-Adriatico     | —    | —    | 50   | —    | DNF  | 4    | 5    |
| Catalonien Rundt      | 49   | —    | DNF  | 8    | 13   | —    | —    |
| Baskerlandet Rundt    | —    | —    | DNF  | 40   | 9    | 10   | 4    |
| Romandiet Rundt       | 30   | —    | 11   | 12   | 10   | 4    | 2    |
| Critérium du Dauphiné | 20   | 16   | —    | —    | —    | —    | 16   |
| Tour de Suisse        | —    | —    | DNF  | 4    | 15   | 4    | —    |